# Țestoasele Ninja
Țestoasele Ninja (engleză Teenage Mutant Ninja Turtles) este o franciză media americană creată de autorii de benzi desenate Kevin Eastman și Peter Laird. Ea urmărește pe Leonardo, Raphael, Donatello și Michelangelo, patru frați țestoase antropomorfe antrenați în ninjitsu care luptă împotriva răului în New York City. Personaje secundare includ sensei Țestoaselor, un șobolan pe nume Splinter, prietenii lor umani April O'Neil și Casey Jones și inamici precum Baxter Stockman, Krang și arhi-inamicul lor Shredder.
Franciza a început ca o bandă desenată, Teenage Mutant Ninja Turtles, în care Eastman și Laird au conceput-o ca o parodie a elementelor populare din benzile desenate cu supereroi de atunci. Primul număr a fost publicat în 1984 de compania lui Eastman și Laird Mirage Studios și a fost un succes surprinzător. În 1987, Eastman și Laird au licențiat personajele la Playmates Toys, care a dezvoltat o linie de figurine cu Țestoasele. În jur de 1,1 miliarde de $ americani de jucării cu Țestoasele au fost vândute între 1988 și 1992, făcându-le a treia dintre cele mai bine vândute figurine din toate timpurile pe atunci.
Figurinele au fost promovate cu un serial de animație, care a avut premiera în 1987 și a durat aproape un deceniu. O mulțime de filme au fost lansate; primul film, lansat în 1990, a avut cele mai mari încasări pentru un film independent la vremea când a fost lansat. Numeroase jocuri video au fost de asemenea lansate, inclusiv o mulțime dezvoltate de Konami. În unele regiuni europene, franciza a avut titlul Teenage Mutant Hero Turtles datorită conotațiilor violente ale cuvântului "ninja".
Eastman și-a vândut partea sa din franciză la Laird în 2000. În 2009, Laird a vândut-o la Viacom (acum Paramount Global). Franciza a continuat cu noi cărți de benzi desenate, seriale de televiziune, filme și jocuri video.

## Benzi desenate
| Banda desenată                                       | Editura               | Ani          |
| ---------------------------------------------------- | --------------------- | ------------ |
| Teenage Mutant Ninja Turtles (Mirage Studios)        | Mirage Studios        | 1984–2014    |
| Teenage Mutant Ninja Turtles (Image Comics)          | Image Comics          | 1996–1999    |
| Teenage Mutant Ninja Turtles Adventures              | Archie Comics         | 1988–1995    |
| Teenage Mutant Ninja Turtles (Dreamwave Productions) | Dreamwave Productions | 2003         |
| Teenage Mutant Ninja Turtles (IDW Publishing)        | IDW Publishing        | 2011–prezent |

## Filme

### Filme teatrale
| Film                                                       | Premiera         | Regia              | Scenariul                                                          | Povestea                                                | Producător(i)                                                                   |
| ---------------------------------------------------------- | ---------------- | ------------------ | ------------------------------------------------------------------ | ------------------------------------------------------- | ------------------------------------------------------------------------------- |
| Țestoasele Ninja (film din 1990)                           | 30 martie 1990   | Steve Barron       | Todd W. Langen și Bobby Herbeck                                    | Bobby Herbeck                                           | Simon Fields, David Chan și Kim Dawson                                          |
| Țestoasele Ninja 2                                         | 22 martie 1991   | Michael Pressman   | Todd W. Langen                                                     | Todd W. Langen                                          | Thomas K. Gray, Kim Dawson și David Chan                                        |
| Țestoasele Ninja 3                                         | 19 martie 1993   | Stuart Gillard     | Stuart Gillard                                                     | Stuart Gillard                                          | Thomas K. Gray, Kim Dawson și David Chan                                        |
| Țestoasele Ninja (film din 2007)                           | 23 martie 2007   | Kevin Munroe       | Kevin Munroe                                                       | Kevin Munroe                                            | Thomas K. Gray, Galen Walker și Paul Wang                                       |
| Țestoasele Ninja (film din 2014)                           | 4 august 2014    | Jonathan Liebesman | Josh Appelbaum, André Nemec și Evan Dougherty                      | Josh Appelbaum, André Nemec și Evan Dougherty           | Michael Bay, Andrew Form, Brad Fuller, Galen Walker, Scott Mednick și Ian Bryce |
| Țestoasele Ninja 2 (film din 2016)                         | 3 iunie 2016     | Dave Green         | Josh Appelbaum și André Nemec                                      | Josh Appelbaum și André Nemec                           | Michael Bay, Andrew Form, Brad Fuller, Galen Walker și Scott Mednick            |
| Țestoasele Ninja: Haosul mutanților                        | 2 august 2023    | Jeff Rowe          | Seth Rogen, Evan Goldberg, Jeff Rowe, Dan Hernandez și Benji Samit | Brendan O'Brien, Seth Rogen, Evan Goldberg și Jeff Rowe | Seth Rogen, Evan Goldberg și James Weaver                                       |
| Continuare fără nume a Țestoasele Ninja: Haosul mutanților | 9 octombrie 2026 | Jeff Rowe          | VFA                                                                | VFA                                                     | Seth Rogen, Evan Goldberg și James Weaver                                       |

### Alte filme
| Film                                  | Premiera          | Regia                         | Scenariul                                  | Povestea                                   | Producător(i)    |
| ------------------------------------- | ----------------- | ----------------------------- | ------------------------------------------ | ------------------------------------------ | ---------------- |
| Turtles Forever                       | 21 noiembrie 2009 | Roy Burdine și Lloyd Goldfine | Rob David, Matthew Drdek și Lloyd Goldfine | Rob David, Matthew Drdek și Lloyd Goldfine | Sarah C. Nesbitt |
| Batman vs. Țestoasele Ninja           | 31 martie 2019    | Jake Castorena                | Marly Halpern-Graser                       | Marly Halpern-Graser                       | Ben Jones        |
| Ascensiunea Țestoaselor Ninja: Filmul | 5 august 2022     | Andy Suriano și Ant Ward      | Tony Gama-Lobo și Rebecca May              | Andy Suriano și Ant Ward                   | N/A              |

## Seriale
| Serial                                | Sezoane | Episoade | Lansare originală  | Lansare originală | Lansare originală                             |
| Serial                                | Sezoane | Episoade | Premiera           | Finalul           | Canal                                         |
| ------------------------------------- | ------- | -------- | ------------------ | ----------------- | --------------------------------------------- |
| Țestoasele Ninja (serial TV din 1987) | 10      | 193      | 14 decembrie 1987  | 2 noiembrie 1996  | Sindicalizare (1987–1990) CBS (1990–1996)     |
| Ninja Turtles: Superman Legend        | 1       | 2        | 21 mai 1996        | 21 mai 1996       | AVO                                           |
| Ninja Turtles: The Next Mutation      | 1       | 26       | 12 septembrie 1997 | 15 mai 1998       | Fox Kids                                      |
| Țestoasele Ninja (serial TV din 2003) | 7       | 155      | 8 februarie 2003   | 23 mai 2009       | Fox (2003–2007) The CW (2008–2009)            |
| Țestoasele Ninja (serial TV din 2012) | 5       | 124      | 28 septembrie 2012 | 12 noiembrie 2017 | Nickelodeon (2012–2017) Nicktoons (2017)      |
| Ascensiunea Țestoaselor Ninja         | 2       | 39       | 20 iulie 2018      | 7 august 2020     | Nickelodeon (2018–2019) Nicktoons (2019–2020) |
| Poveștile Țestoaselor Ninja           | 1       | 12       | 9 august 2024      | VFA               | Paramount+                                    |

## Jocuri video
| Joc                                                                       | An                                | Platforme |
| ------------------------------------------------------------------------- | --------------------------------- | --- |
| Teenage Mutant Ninja Turtles                                              | 1989 (SUA, Japonia) 1990 (Europa) | Nintendo Entertainment System (1989) Amiga, Amstrad CPC, Atari ST, Commodore 64, DOS, MSX și ZX Spectrum (1990)        |
| Teenage Mutant Ninja Turtles (arcade)                                     | 1989                              | Arcade (1989) NES (1990) Amiga, Amstrad CPC, Atari ST, Commodore 64, DOS și ZX Spectrum (1991) Xbox Live Arcade (2007) |
| Teenage Mutant Ninja Turtles (handheld)                                   | 1989                              | Joc electronic portabil                                                                                                |
| Teenage Mutant Ninja Turtles II: Splinter Speaks                          | 1990                              | Joc electronic portabil                                                                                                |
| Teenage Mutant Ninja Turtles: Pizza Drop                                  | 1990                              | Joc de răscumpărare |
| Teenage Mutant Ninja Turtles: World Tour                                  | 1990                              | Amiga, Amstrad CPC, Atari ST, Commodore 64, DOS și ZX Spectrum                                                         |
| Teenage Mutant Ninja Turtles: Fall of the Foot Clan                       | 1990                              | Game Boy |
| Teenage Mutant Ninja Turtles: Manhattan Missions                          | 1991                              | DOS |
| Teenage Mutant Ninja Turtles (pinball)                                    | 1991                              | Pinball |
| Teenage Mutant Ninja Turtles: Turtles in Time                             | 1991                              | Arcade (1991) Super Nintendo Entertainment System (1992) Xbox Live Arcade și PlayStation Network (2009)                |
| Teenage Mutant Ninja Turtles II: Back to the Sewers                       | 1991                              | Game Boy |
| Teenage Mutant Ninja Turtles III: The Manhattan Project                   | 1991                              | NES |
| Teenage Mutant Ninja Turtles III: Shredder's Last Stand                   | 1991                              | Joc electronic portabil                                                                                                |
| Teenage Mutant Ninja Turtles: Basketball                                  | 1991                              | Joc electronic portabil                                                                                                |
| Teenage Mutant Hero Turtles                                               | 1991                              | Joc electronic portabil                                                                                                |
| Teenage Mutant Ninja Turtles: Four for Four                               | 1992                              | Joc electronic portabil                                                                                                |
| Teenage Mutant Ninja Turtles: The Hyperstone Heist                        | 1992                              | Sega Genesis |
| Teenage Mutant Ninja Turtles III: Radical Rescue                          | 1993                              | Game Boy |
| Teenage Mutant Ninja Turtles: Tournament Fighters                         | 1993                              | SNES și Sega Genesis (1993) NES (1994)                                                                                 |
| Teenage Mutant Ninja Turtles: Dimension X Assault                         | 1995                              | Joc electronic portabil                                                                                                |
| Ninja Turtles: The Next Mutation                                          | 1997                              | Joc electronic portabil                                                                                                |
| Teenage Mutant Ninja Turtles                                              | 2003                              | GameCube, Xbox, PlayStation 2 și Microsoft Windows                                                                     |
| Teenage Mutant Ninja Turtles                                              | 2003                              | Game Boy Advance |
| Teenage Mutant Ninja Turtles 2: Battle Nexus                              | 2004                              | GameCube, Game Boy Advance, Xbox, PlayStation 2 și Microsoft Windows                                                   |
| Teenage Mutant Ninja Turtles 3: Mutant Nightmare                          | 2005                              | GameCube, Nintendo DS, Xbox și PlayStation 2                                                                           |
| TMNT: Mutant Melee                                                        | 2005                              | GameCube, PlayStation 2, Xbox și Microsoft Windows                                                                     |
| Teenage Mutant Ninja Turtles Fast Forward: Ninja Training NYC             | 2005                              | Telefon mobil |
| TMNT: Battle for the City                                                 | 2006                              | Plug and play |
| Teenage Mutant Ninja Turtles: Mutants and Monsters Mayhem                 | 2006                              | Plug and play |
| Teenage Mutant Ninja Turtles: Way of the Warrior                          | 2006                              | Plug and play |
| TMNT: The Power of Four                                                   | 2006                              | Telefon mobil |
| TMNT: Ninja Adventures                                                    | 2007                              | Windows |
| TMNT                                                                      | 2007                              | Xbox 360, Wii, PlayStation 2, PlayStation Portable, Nintendo DS, GameCube și Microsoft Windows                         |
| TMNT (GBA)                                                                | 2007                              | Game Boy Advance |
| Teenage Mutant Ninja Turtles: Ninja Tribunal                              | 2009                              | Telefon mobil |
| TMNT: Shredder Reborn                                                     | 2009                              | Telefon mobil |
| Teenage Mutant Ninja Turtles: Smash-Up                                    | 2009                              | Wii și PlayStation 2                                                                                                   |
| Teenage Mutant Ninja Turtles: Turtles in Time Re-Shelled                  | 2009                              | Xbox Live Arcade și PlayStation Network                                                                                |
| Teenage Mutant Ninja Turtles: Arcade Attack                               | 2009                              | Nintendo DS |
| Nickelodeon Teenage Mutant Ninja Turtles Totally Turtles Tabletop Pinball | 2013                              | Pinball de masă |
| Teenage Mutant Ninja Turtles: Rooftop Run                                 | 2013                              | iPhone, iPod și Android                                                                                                |
| Teenage Mutant Ninja Turtles: Mutant Rumble                               | 2013                              | iOS și Android |
| Teenage Mutant Ninja Turtles: Out of the Shadows                          | 2013                              | Xbox Live Arcade și Microsoft Windows (2013) PlayStation Network (2014)                                                |
| Teenage Mutant Ninja Turtles                                              | 2013                              | Xbox 360, Wii și Nintendo 3DS                                                                                          |
| Smite                                                                     | 2014                              | Microsoft Windows (2014) Xbox One (2015) PlayStation 4 (2016) Nintendo Switch (2019)                                   |
| Teenage Mutant Ninja Turtles: Training Lair                               | 2014                              | Xbox 360 Kinect |
| Teenage Mutant Ninja Turtles                                              | 2014                              | Nintendo 3DS, Android și iOS                                                                                           |
| Teenage Mutant Ninja Turtles: Danger of the Ooze                          | 2014                              | Nintendo 3DS, PlayStation 3 și Xbox 360                                                                                |
| Tony Hawk's Pro-Skater 5                                                  | 2015                              | PlayStation 3, PlayStation 4 și Xbox 360                                                                               |
| Teenage Mutant Ninja Turtles: Battle Match                                | 2015                              | iPhone, iPad și Android                                                                                                |
| Teenage Mutant Ninja Turtles: Portal Power                                | 2016                              | iPhone, iPad, Android și Kindle Fire (2016) Microsoft Windows (2017)                                                   |
| Teenage Mutant Ninja Turtles: Mutants in Manhattan                        | 2016                              | PlayStation 4, PlayStation 3, Xbox One, Xbox 360 și Microsoft Windows                                                  |
| Teenage Mutant Ninja Turtles Legends                                      | 2016                              | iPhone, iPad, Android și Kindle Fire                                                                                   |
| Injustice 2                                                               | 2017                              | iPhone, iPad, Android, PlayStation 4, Xbox One și Microsoft Windows                                                    |
| Teenage Mutant Ninja Turtles                                              | 2017                              | Arcade |
| Nickelodeon Kart Racers                                                   | 2018                              | PlayStation 4, Xbox One și Nintendo Switch                                                                             |
| Rise of the Teenage Mutant Ninja Turtles Ninja Run                        | 2018                              | Android, iPhone și iPad                                                                                                |
| Nickelodeon Super Brawl Universe                                          | 2018                              | Android (2018) iOS (2019)                                                                                              |
| Teenage Mutant Ninja Turtles: Mutant Madness                              | 2020                              | Android și iOS |
| Nickelodeon Kart Racers 2: Grand Prix                                     | 2020                              | PlayStation 4, Xbox One, Nintendo Switch și Microsoft Windows                                                          |
| Nickelodeon All-Star Brawl                                                | 2021                              | PlayStation 4, Xbox One, Nintendo Switch și Microsoft Windows                                                          |
| Brawlhalla                                                                | 2021                              | Microsoft Windows și Nintendo Switch                                                                                   |
| Teenage Mutant Ninja Turtles: Shredder's Revenge                          | 2022                              | Microsoft Windows, PlayStation 4, Nintendo Switch și Xbox One                                                          |
| Teenage Mutant Ninja Turtles: The Cowabunga Collection                    | 2022                              | Microsoft Windows, Nintendo Switch, PlayStation 4, PlayStation 5, Xbox One și Xbox Series X/S                          |
| Teenage Mutant Ninja Turtles Arcade: Wrath of the Mutants                 | 2024                              | Microsoft Windows, Nintendo Switch, PlayStation 4, PlayStation 5, Xbox One și Xbox Series X/S                          |
| Teenage Mutant Ninja Turtles: Splintered Fate                             | 2024                              | Nintendo Switch |
| Teenage Mutant Ninja Turtles: Mutants Unleashed                           | 2024                              | Microsoft Windows, Nintendo Switch, PlayStation 4, PlayStation 5, Xbox One și Xbox Series X/S                          |
| Teenage Mutant Ninja Turtles: The Last Ronin                              | VFA                               | Microsoft Windows, PlayStation 5, Xbox Series X/S                                                                      |